# Carlos Dávila
Carlos Gregorio Dávila Espinoza (Los Ángeles, 15 settembre 1887 – Washington, 15 settembre 1955) è stato un giornalista, diplomatico e politico cileno di orientamento socialista. Fu brevemente presidente della Giunta, poi presidente provvisorio, della Repubblica Socialista del Cile dal 16 giugno al 13 settembre 1932.

## Gli inizi della carriera
Iscrittosi alla Facoltà di Giurisprudenza dell'Universidad de Chile nel 1911, lavorò come giornalista per alcune testate di Santiago del Cile. Durante il mandato del presidente Carlos Ibáñez del Campo (1927-1931) fu ambasciatore negli Stati Uniti d'America.

## La Repubblica Socialista del Cile
Il 4 giugno 1932 Dávila guidò, assieme al colonnello Marmaduque Grove e Eugenio Matte, il colpo di Stato che rovesciò il presidente Juan Esteban Montero. Fu costituita una Giunta di governo, presieduta da Arturo Puga, che sciolse il Congresso Nazionale e proclamò la Repubblica Socialista del Cile. Il governo socialista propose un'economia collettivizzata e uno Stato socialista ma, attaccato da tutti i partiti tradizionali, fu rovesciato da un colpo di Stato il 16 giugno 1932. Esiliati Grove e Matte sull'Isola di Pasqua, Dávila assunse la presidenza della Giunta, poi mutata l'8 luglio 1932 con la presidenza provvisoria. Il suo governo, di orientamento populista, fu rovesciato da un nuovo colpo di Stato il 13 settembre.

## L'attività diplomatica
Dal 1943 al 1946 rappresentò il Cile nel Consiglio dell'Amministrazione delle Nazioni Unite per l'assistenza e la ricostruzione; nel 1946 entrò a far parte del Consiglio economico e sociale dell'Organizzazione delle Nazioni Unite. Autore del piano Dávila per lo sviluppo interamericano, fu segretario generale dell'Organizzazione degli Stati americani dal luglio 1954 fino alla morte. In tale veste, nel gennaio 1955, mediò il conflitto tra Nicaragua e Costa Rica.

## Premi
- Premio Maria Moors Cabot: 1941[1]